# Шенди
Шенди (араб. شندي‎) — город на востоке Судана, расположенный на территории штата Нил.
В 45 километрах к северо-востоку от Шенди находится древний город Мероэ, признанный ЮНЕСКО памятником Всемирного наследия человечества.

## Географическое положение
Город находится в южной части штата, на правом берегу Нила, на высоте 376 метров над уровнем моря.
Шенди расположен на расстоянии приблизительно 110 километров к юго-западу от Эд-Дамера, административного центра провинции и на расстоянии 155 километров к северо-востоку от Хартума, столицы страны.

## Климат
Климат города тропический пустынный очень жаркий, осадков мало (80 мм) все выпадают летом во время муссона хотя здесь он слабо выражен.
| Показатель                      | Янв. | Фев. | Март | Апр. | Май  | Июнь | Июль | Авг. | Сен. | Окт. | Нояб. | Дек. | Год  |
| ------------------------------- | ---- | ---- | ---- | ---- | ---- | ---- | ---- | ---- | ---- | ---- | ----- | ---- | ---- |
| Средний суточный максимум, °C   | 29,6 | 32,5 | 36,5 | 39,9 | 40,8 | 40,8 | 38,5 | 36,5 | 37,8 | 38,2 | 34,0  | 30,5 | 36,3 |
| Средняя температура, °C         | 21,8 | 24,0 | 27,7 | 30,9 | 33,5 | 34,3 | 32,3 | 31,4 | 32,3 | 31,5 | 26,6  | 22,9 | 29,1 |
| Средний суточный минимум, °C    | 14,0 | 15,5 | 18,9 | 22,0 | 26,1 | 27,8 | 26,1 | 26,3 | 26,8 | 24,8 | 19,2  | 15,3 | 21,9 |
| Норма осадков, мм               | 0,1  | 0,1  | 0,1  | 0,2  | 1,8  | 4,2  | 20,2 | 39,3 | 9,2  | 2,2  | 0,0   | 0,0  | 77,9 |
| Источник: Hong Kong Observatory |      |      |      |      |      |      |      |      |      |      |       |      |      |

## Демография
По данным последней официальной переписи 1983 года, население составляло 34 505 человек.
Динамика численности населения города по годам:
| 1973   | 1983   | 2012   |
| ------ | ------ | ------ |
| 24 161 | 34 505 | 60 023 |

## Экономика
Основой экономики города является реализация сельскохозяйственной продукции, произведённой в окружающих Шенди сельских населённых пунктах. Также небольшую роль играет туризм, что связано прежде всего с отсутствием необходимой инфраструктуры.

## Транспорт
На северной окраине города расположен аэропорт (ICAO: HSND).

## Образование
В 1994 году в Шенди был основан университет.